# Cholapuram
Cholapuram är en ort i Indien.   Den ligger i distriktet Tirunelveli Kattabo och delstaten Tamil Nadu, i den södra delen av landet, 2 100 km söder om huvudstaden New Delhi. Cholapuram ligger 127 meter över havet och antalet invånare är 6 557.
Terrängen runt Cholapuram är platt. Runt Cholapuram är det tätbefolkat, med 613 invånare per kvadratkilometer. Närmaste större samhälle är Rajapalaiyam, 11,3 km norr om Cholapuram. Trakten runt Cholapuram består till största delen av jordbruksmark.